# Hamsterpein
Hamsterpein (Fries: De Hamsterpein) is een buurtschap in de gemeente Achtkarspelen, in de Nederlandse provincie Friesland. De buurtschap ligt ten westen van Augustinusga en ten noordoosten van Drogeham. De buurtschap ligt aan de gelijknamige weg.
De buurtschap is ontstaan in het begin van de twintigste eeuw. De geschiedenis gaat echter verder terug. Op de plek van de buurtschap lag enkele eeuwen het dorp Opeyndt. Dit dorp wordt voor het eerst vermeld in 1530. Het was in de 17e eeuw een relatief groot boerendorp en werd in 1664 als Opeinde vermeld. In 1718 werd het Harckma Op Eynd genoemd en in 1786 Harkema Opeinde. Daarna vond een leegloop plaats. In de 19e eeuw ontstond ten zuiden van het dorp in het veengebied een nieuw dorp met dezelfde naam. In 1972 werd dit het dorp Harkema. In 1921 werd de resterende buurt bij het grondgebied van Drogeham gevoegd. 
De plaatsnaam verwijst naar het feit dat het op 't einde van -samengetrokken tot pein -, oftewel in het 'boveneinde' van, of kortweg 'boven' Drogeham lag.
Dorpen: Augustinusga · Boelenslaan · Buitenpost · Drogeham · Gerkesklooster · Harkema · Kootstertille · Stroobos · Surhuisterveen · Surhuizum · Twijzel · Twijzelerheide

Buurtschappen: Barghiem · Blauwhuis · Blauwverlaat · Buweklooster · Buwetille · De Kooten · De Laatste Stuiver · Dijkhuizen · Egypte · Gerben Allesverlaat · Hamsterpein · Hamshorn · Hiltjemoeiswouden · Jachtveld · Kortwoude · Kuikhorne (deels) · Lutkepost · Monniketille · Ophuis · Opperkooten · Rohel · Roodeschuur · Surhuizumer Mieden · Uitland · Vierhuizen · Westerend · Wildpad (deels) · Wildveld

Friesland: Steden en dorpen      Nederland: Provincies · Gemeenten